# وليام بيل سكوت
ويليام بيل سكوت (12 سبتمبر 1811 - 22 نوفمبر 1890) كان فنانًا اسكتلنديًا، تخصص في الرسم بالألوان الزيتية والألوان المائية والطباعة أحيانًا. كان أيضًا شاعرًا ومعلمًا للفن، وتمنح ذكرياته المنشورة بعد وفاته صورة ثرثارة وحيوية في كثير من الأحيان عن الحياة في دائرة ما قبل الرافائيلية ؛ وكان قريبًا بشكل خاص من دانتي جابرييل روسيتي. بعد نشأته في إدنبرة، انتقل إلى لندن، ومن عام 1843 إلى عام 1864 كان مديرًا لمدرسة الفنون الحكومية في نيوكاسل أبون تاين، حيث أضاف موضوعات صناعية إلى مجموعته من المناظر الطبيعية واللوحات التاريخية. كان ويليام سكوت من أوائل الفنانين البريطانيين الذين صوّروا عمليات الثورة الصناعية على نطاقٍ واسعٍ. عاد إلى لندن، وعمل في قسم العلوم والفنون حتى عام 1885.
رسم ويليام الموضوعات التاريخية المختلطة بمشاهد من الصناعة الحديثة لصالح قاعة والينغتون في نورثمبرلاند (التي أصبحت الآن مؤسسة التراث الوطني )، كما توجد بعض أشهر أعماله في قلعة بنكيل في أيرشاير في اسكتلندا.

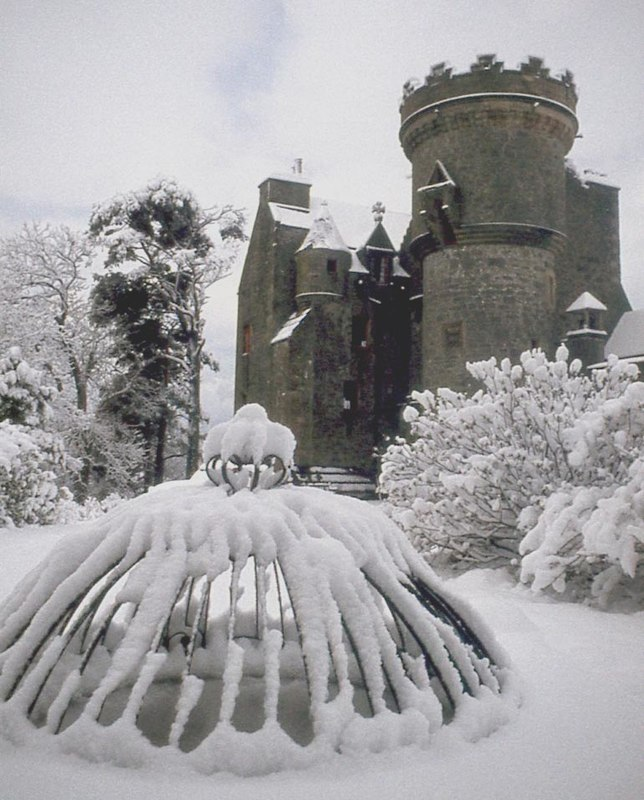
قلعة بنكيل

لم يرسم العديد من الصور الشخصية، لكن صورته المذهلة لصديقه الشاعر ألغيرنون تشارلز سوينبورن هي الصورة الأيقونية للشاعر. أما نقوشه على المعادن فقد كانت مصممة في الغالب لتوضيح كتبه.

## حياته

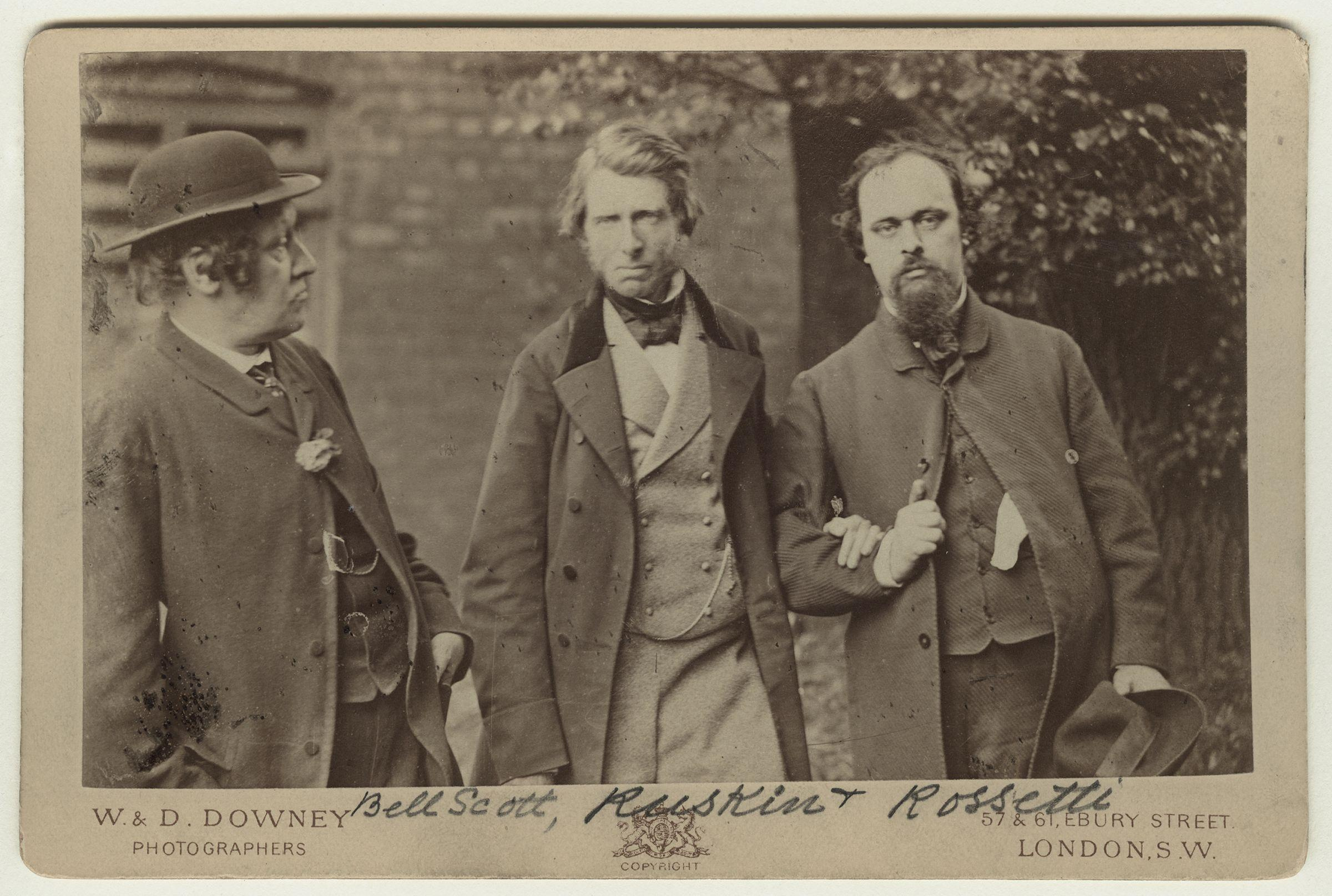
ويليام بيل سكوت؛ جون روسكين ودانتي غابرييل روسيتي، تصوير ويليام داوني، 1863

ويليام هو ابن النقّاش روبرت سكوت (1777-1841)، وشقيق الرسام ديفيد سكوت، وُلد في إدنبرة. درس الفن عندما كان شابًا وساعد والده، ونشر أشعارًا في المجلات الاسكتلندية.
عام 1837، ذهب سكوت إلى لندن. هناك أصبح فنّاناً معروفًا بما يكفي ليُعيّن عام 1844 مديرًا لمدرسة التصميم الحكومية في نيوكاسل أبون تاين. شغل هذا المنصب لمدة عشرين عامًا، وعمل على تنظيم تدريس الفنون واختبارها في قسم العلوم والفنون. في نيوكاسل، زار سكوت كل أفراد عائلة روسيتي، ورسم دانتي جابرييل روسيتي صورة ماريا ليثارت في منزل سكوت رقم 14 في سانت توماس كريسنت (تم نصب اللوحة عام 2005). كان ألغيرنون تشارلز سوينبورن، الذي كتب قصيدتين لسكوت، يقضي وقتًا طويلًا معه في نيوكاسل بعد إرساله من أكسفورد.
بعد عام 1870 أمضى سكوت وقتًا طويلاً في لندن، حيث اشترى منزلًا في تشيلسي، وكان صديقًا حميمًا لدانتي جابرييل روسيتي وكان يتمتع بسمعة طيبة كفنان ومؤلف. ومع ذلك، فقد كان في مواجهة مع جون روسكين.
استقال من منصبه في قسم العلوم والفنون في عام 1885، ومنذ ذلك الحين وحتى وفاته كان مشغولاً بشكل أساسي بكتابة المذكرات الذاتية، التي نشرت بعد وفاته في عام 1892، مع مذكرات البروفيسور مينتو.

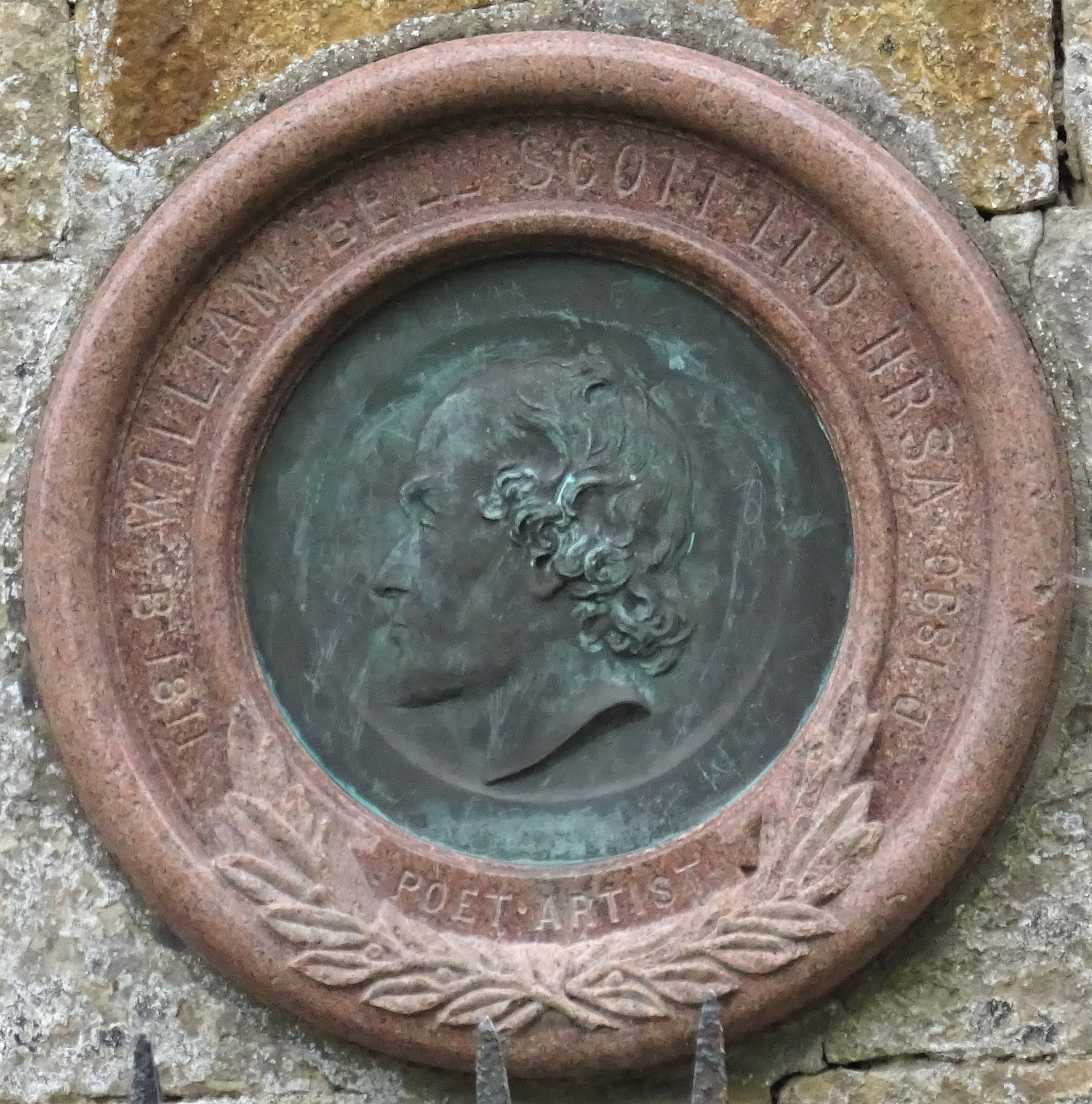
اللوحة التذكارية على الحائط فوق قبره في مقبرة بويدز أوف بينكيل، كنيسة أولد ديلي كيرك، أيرشاير، اسكتلندا.

## العمل الفني

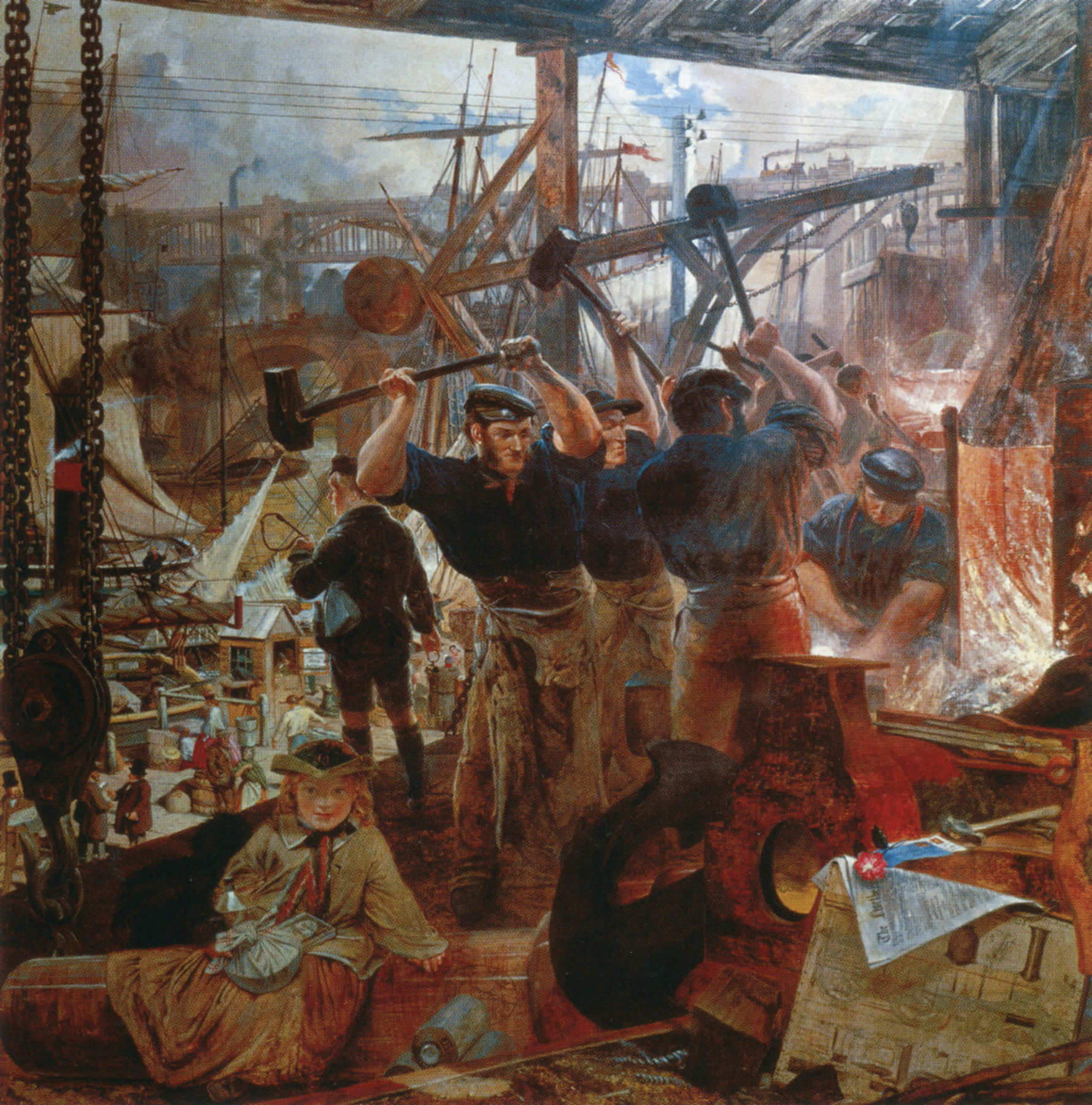
لوحةالحديد والفحم. 1855–60. الصندوق الوطني، والينغتون، نورثمبرلاند

بالإضافة إلى اللوحات الزيتية، أنجز بيل سكوت العديد من الأعمال الزخرفية، ولا سيما في قاعة والينغتون. فقد كلفته بذلك بولين، ليدي تريفيليان، بعد أن عثرت على مذكرات أخيه ديفيد سكوت التي كتبها عام 1850. أنتج ثماني لوحات كبيرة توضح تاريخ نورثمبريا، مع شخصيات بالحجم الطبيعي، بالإضافة إلى ثمانية عشر صورة عنقصيدة تشيفي تشيس نفّذها في أقواس القاعة. أما في قلعة بنكيل، فقد نفّذ سلسلة مماثلة، موضحًا فيها قصيدة جيمس الأول المعرفة بعنوان "كتاب الملك"The Kingis Quair.

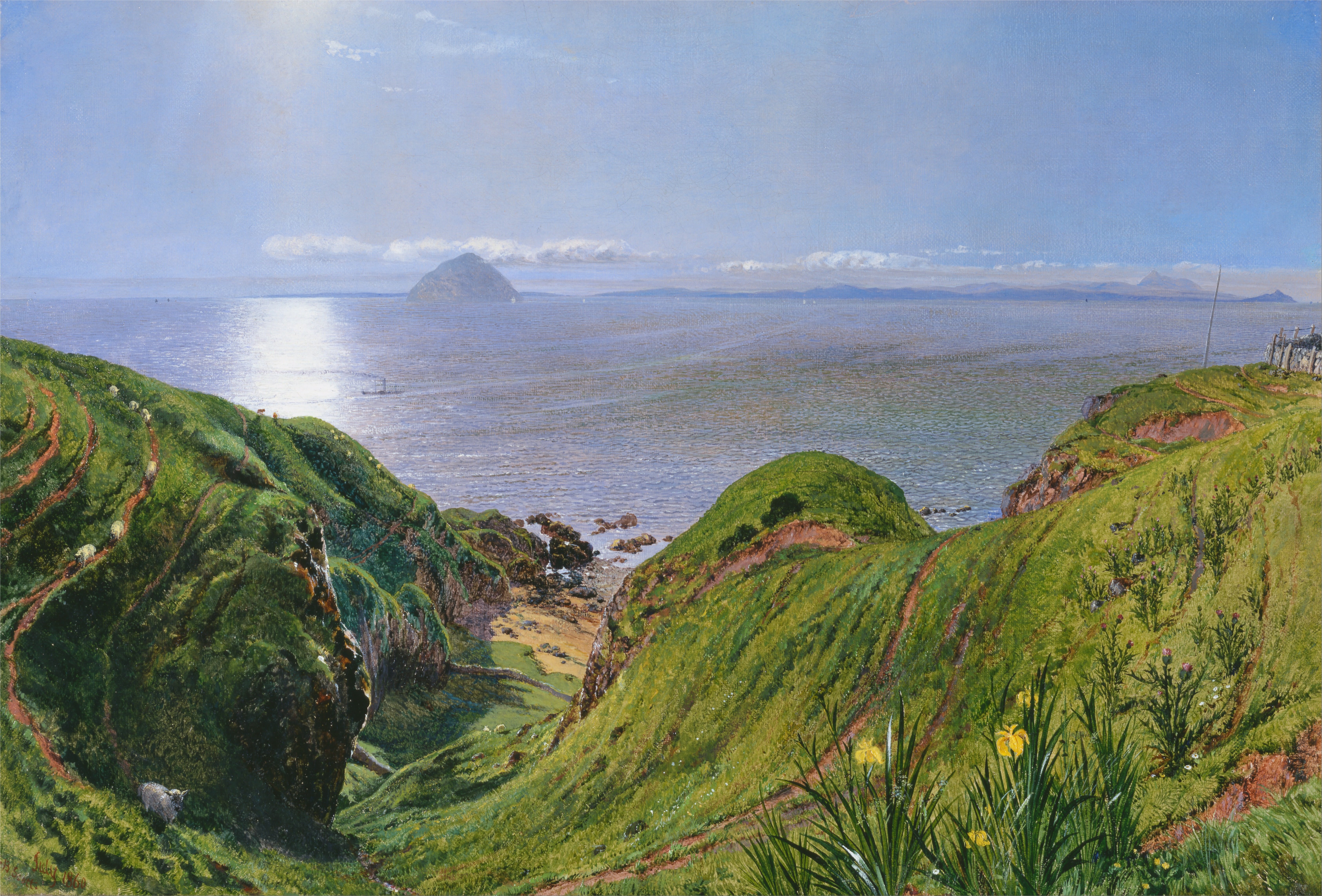
أيلسا كريج بريشة ويليام بيل سكوت (مركز ييل للفنون البريطانية)

## الكتابات
كانت أشعار سكوت، التي نشرها على فترات (لا سيماقصائد، 1875، والتي وضّحها من خلال النقوش التي رسمها بنفسه ونفّذها الرسام ألما تاديما)، تذكرنا بويليام بليك وبيرسي بيش شيلي، وكانت متأثرة بشكل كبير بروسيتي. كما كتب نقدًا فنيًا وأدبيًا، وحرّر أعمال جون كيتس، وليتيتيا إليزابيث لاندون، ولورد بايرون، وصمويل تايلور كولريدج، وشيللي، وويليام شكسبير، والسير والتر سكوت.

## روابط خارجية
- سيرة ويليام بيل سكوت
- 44عملاً فنياً لويليام سكوت أو بعده في موقع آرت يو كيه
- وليام بيل سكوت في متحف المستقبل، جنوب غرب اسكتلندا.
- أعمال ويليام بيل سكوت في مشروع جوتنبرج